# Фридман, Тувья
Тувья Фридман (23 января 1922, Радом, Польская Республика — 13 января 2011, Хайфа, Израиль) — израильский журналист, историк и общественный деятель, занимался розыском нацистских преступников, причастных к осуществлению Холокоста. Сыграл важную роль в розыске и поимке Адольфа Эйхмана. После войны жил и умер в Хайфе.

## Биография

### До 1939 года
Тувья Фридман родился в семье Якова и Хаи-Сары Фридман в польском городе Радом. Родители его были влиятельными людьми в местной общине: отец был управляющим типографией, а мать руководила модным ателье. Яков и Хая-Сара были верующими иудеями.
Кроме Тувьи в семье было ещё трое детей: младший брат Гершл (1926 года рождения), младшая сестра Итка и старшая сестра Белла.

### Во время Второй мировой войны
В сентябре 1939 года войска Германии оккупировали Польшу. Евреи подвергались преследованиям и унижениям. Молодых мужчин отправляли на принудительные работы. Осенью 1940 года Тувью также отправили на эти работы в город Цешанув на границе с СССР — строить укрепления. Через несколько недель ему удалось сбежать и вернуться домой.
Весной 1941 года евреев согнали в специально организованное гетто. В гетто Радома жило 35 тысяч человек. В конце весны отец Тувьи умер от недоедания.
15 августа 1942 года в радомское гетто вошли немецкие войска. Мать Тувьи и младшая сестра Итка были схвачены и увезены в лагерь уничтожения. Его брат Гершл пропал во время этой акции и больше никакой информации о нём не было. Акция по вывозу в лагерь уничтожения продолжалась 4 дня, в гетто осталось 10 тысяч человек.
В ноябре 1942 нацисты посадили Тувью Фридмана в концлагерь Шидловец, откуда он сумел убежать. Оставшихся заключённых в январе 1943 года немцы увезли в лагерь уничтожения Треблинка.
Весной 1943 года оберштурмфюрер Шиперс, унтерштурмфюрер Шейгл и унтерштурмфюрер Каппке объявили узникам гетто, что их освобождают и высылают в Палестину. Тувья и Белла записались в список. Однако вместо Палестины 150 евреев увезли в концлагерь Шидловиц и там расстреляли. Тувья вместе со старшей сестрой чудом избежали расстрела.
В ноябре 1943 года остатки гетто Радома были уничтожены. Немногочисленные оставшиеся в живых были заключены в новый концлагерь, который стал подразделением лагеря уничтожения Освенцим.
В июне 1944 года Тувья Фридман бежал из концлагеря, затем ещё несколько раз его задерживали немцы, но он сумел уцелеть, поскольку они не опознали в нём еврея. Он называл себя Тадек Ясинский. Пробираясь к фронту, навстречу наступавшей Красной армии, он убил по дороге одного из задержавших его в очередной раз немецких солдат.
Выживание в лесу в окружении немцев и недружелюбного польского населения было чрезвычайно сложным. Один из немногих благожелательно настроенных к Тувье партизан сказал ему:

Послушайте, я очень хорошо отношусь к вам. Поэтому прислушайтесь к моему совету — забудьте о партизанах. Они ненавидят евреев точно так же, как они ненавидят немцев. И не один еврей отправился к праотцам, потому что не сумел понять это.

Так он дождался отступления немцев и прихода Красной армии.

### После освобождения Польши
После освобождения Польши в Радом из Люблина прибыла группа польских офицеров милиции под командой лейтенанта Адамского. Вернувшись в Радом 4 января 1945 года, Тувья под тем же именем Тадека Ясинского присоединился к работе в польской милиции под руководством Адамского и занялся арестами скрывающихся нацистов и их пособников.
В марте 1945 года Тувью и ещё 5 его коллег перевели в только что освобождённый от немцев Данциг. Там он вновь занялся выявлением нацистов. По его утверждению, тысячи нацистов прошли через эти аресты и допросы. Этим он занимался с апреля 1945 по март 1946 года и стал опытным следователем.
Там же он узнал, что из всей 35-тысячной еврейской общины Радома уцелело всего около 700 человек.
В своих воспоминаниях Тувья писал:

Хотя польское правительство предоставляло равные права всем гражданам, в действительности же возвратиться домой и восстановить свою довоенную собственность было не самым простым вопросом для еврея, освобождённого из нацистского концлагеря. Многие почувствовали, что им ничего не остаётся, кроме как оставить город их рождения и пустить корни в другой части страны. Поэтому мои знакомые из Радома приехали в Данциг, который заработал себе репутацию хорошего места, где быстро можно сделать деньги, пусть и не всегда законными способами.

Он также написал о случае из его расследований, который ему особенно запомнился: в одном из домов Данцига было обнаружено множество обнажённых трупов:

У нас было чувство, что мы побывали в аду. Одна комната была заполнена обнажёнными трупами. Другая комната уставлена досками, на которых были натянуты кожи, снятые с многих людей. В другом конце здания мы нашли подробные записи и отчёты, медицинские и хирургические инструменты.
Мы вышли из этих комнат, неспособные поверить тому, что видели собственными глазами, и решили выставить охрану. Расставляя часовых вокруг этого документального свидетельства нацистского варварства, мы обнаружили гораздо меньшее строение, закрытое на тяжёлый замок. Мы ворвались и туда, и почти сразу же обнаружили печь, в которой немцы экспериментировали в изготовлении мыла, используя человеческий жир как сырьё. Несколько брусков этого «мыла» лежали поблизости.

В июне 1945 года Тувье удалось разыскать свою старшую сестру Беллу, которая чудом уцелела в Освенциме. В январе 1946 года Тувья Фридман принял решение уехать из Польши в Палестину.

### В Вене
По дороге в Палестину Тувья Фридман оказался в Вене, где группа евреев готовилась к дальнейшему переезду. Там в мае 1946 года он встретил своего соседа по Радому, с помощью которого сумел выйти на след одного из эсэсовцев-охранников радомского гетто Конрада Бухмаера и передать его в руки американского правосудия.
После этого Фридман присоединился к еврейской группе «Нокмим», члены которой искали бывших нацистов по всей Европе. Группа действовала под патронажем представителя еврейской секретной организации Моссад ле Алия-Бет Ашера Бен-Натана. Он же ознакомил Фридмана с делом Адольфа Эйхмана и сказал, что поиск этого нацистского преступника — важнейшая задача. Так Тувья Фридман стал «охотником за нацистами».
Хотя Бен-Натан дал строжайшее указание лишь передавать найденных нацистов в руки судебных властей, многие оставшиеся в живых евреи готовы были мстить и убивать. По разным данным мстители из Нокмим убили от 100 до 400 немцев.
После отъезда Бен-Натана в Палестину в 1947 году Фридман также выполнял поручения Хаима Бен-Менахема — руководителя европейского разведывательного отдела еврейской палестинской военизированной организации Хагана.
Формально в это время Фридман работал в Вене в «Институте документации преступлений нацистов». В это же время Фридман познакомился с Симоном Визенталем, который занимался розыском бывших нацистов в Линце. Кроме розыска нацистов Тувья занимался поиском оружия для «Хаганы» — будущей основы Армии обороны Израиля.
После создания государства Израиль Фридман сосредоточился на розыске нацистов, а в 1949 году поступил в Венский университет по специальности журналистика.

### Переезд в Израиль
В 1952 году после создания института Яд ва-Шем «Центр документации в Вене» был закрыт. Летом 1952 года Фридман переехал в Израиль и женился на Анне Гутман, которая до этого работала в Центре документации в Вене, затем в консульстве Израиля в Австрии и закончила Венский университет по специальности офтальмология. Его сестра Белла с мужем также жили в Израиле. Тувья и Анна поселились в Хайфе.
Он нашёл работу журналиста в ноябре 1953 года. Работал сначала в местной газете в Хайфе, а затем — собственным корреспондентом газеты «Letzte Neis», выходившей на идише. В 1954 году он поступил на работу в Яд ва-Шем и возглавил хайфское отделение этого учреждения.
В 1956 году с помощью профессора Арье Тартаковера, руководителя израильского отделения Всемирного еврейского конгресса, Фридман организовал пресс-конференцию в Иерусалиме, на которой продемонстрировал огромное количество документов, собранных им во время работы в Вене, и обратил внимание на то, что десятки задержанных в Австрии нацистских преступников избежали наказания, а израильское правительство ничего не делает для того, чтобы добиться суда над ними. Фридман призвал учредить премию за информацию о местонахождении Адольфа Эйхмана. Ещё одна пресс-конференция была проведена в Тель-Авиве. Израильские газеты всё чаще начали писать о военных преступниках. По словам Фридмана, это привело к конфликту с руководством «Яд Ва-Шем», которое было против такой деятельности и считало, что Фридман должен заниматься лишь составлением списков погибших, а не розыском нацистов.
В июле 1957 года Тувья Фридман был уволен из «Яд ва-Шем», и основал в Хайфе независимый «Институт документации и расследования преступлений нацистов». У Фридмана не было никаких ресурсов, но к апрелю 1958 года Всемирный еврейский конгресс выделил 200 израильских фунтов в месяц. Этого не хватало даже на оплату офиса, телефона и почтовых расходов. Единственным сотрудником центра был сам Фридман и никаких денег за работу он не получал.
8 марта 1959 года у Тувьи Фридмана родился сын, которого назвали Рони («радость»).
В мае 1960 года состоялся главный триумф Тувьи Фридмана — поимка Адольфа Эйхмана, которой он отдал 15 лет жизни.

#### Поиски Эйхмана
Поиски одного из главных ответственных за Холокост, скрывшегося от правосудия нацистского преступника Адольфа Эйхмана, Фридман начал ещё в 1946 году в Вене. После допроса арестованного друга и помощника Эйхмана, штурмбаннфюрера СС Дитера Вислицени, Фридману и Бен-Натану удалось найти водителя и любовницу Эйхмана. Засада на квартире любовницы не принесла результатов, но именно у неё удалось раздобыть первую фотографию Эйхмана. В 1950 году семья Эйхмана исчезла из Австрии.
16 апреля 1959 года, уже будучи в Израиле, Фридман встретился с президентом Всемирного еврейского конгресса Нахумом Голдманом с целью добиться объявления о выделении премии в размере 10 тысяч долларов за информацию о местонахождении Эйхмана.
Поиск Эйхмана был главной целью Тувьи Фридмана, и в 1959 году ему удалось выйти на след. В конце августа 1959 года Фридману пришло письмо от директора Федерального центра расследований преступлений нацистов в Людвигсбурге (Германия) Эрвина Шуле о том, что Эйхман скрывается в Кувейте.
Фридман обратился к знакомому журналисту из газеты «Маарив» Моше Майзельсу с предложением напечатать эту информацию. По словам Фридмана, они решили сделать это в канун Судного дня, то есть 11 октября 1959 года, «чтобы вызвать угрызения совести у членов правительства и напомнить им о нашем долге перед погибшими».
Газета вышла более чем стотысячным тиражом, а информацию о местонахождении Эйхмана опубликовали многие средства массовой информации в мире. 12 октября 1959 года эту информацию в Буэнос-Айресе перепечатала немецкоязычная газета «Аргентинишес Тагеблатт». 18 октября 1959 года живший в Аргентине немецкий еврей Лотар Герман отправил Тувье Фридману письмо с информацией, что Эйхман не в Кувейте, а в Аргентине. Фридман обменялся с Германом ещё тремя письмами, после чего в декабре 1959 года связал его с сотрудниками «Моссад».
11 мая 1960 года агенты Моссад похитили Эйхмана в Аргентине, а 23 мая правительство Израиля объявило, что Эйхман находится в Израиле и предстанет перед судом. 24 мая газета «Маарив» опубликовала на первой полосе фотографии Адольфа Эйхмана и Тувьи Фридмана. Под фотографией было написано: «Тувья Фридман — человек, посвятивший свою жизнь поимке Эйхмана».
Имя Тувьи Фридмана находится в опубликованном в Израиле официальном списке участников поимки Эйхмана.

### После 1960 года
С 1960 по 1980 годы Фридман продолжил заниматься розыском нацистских преступников с целью их поимки и наказания. Одновременно он боролся за то, чтобы отменить закон об ограничении срока давности за нацистские преступления в Германии.
В июле 1960 года он заявил: «Есть ещё двое, которых я хотел бы выследить. Один из них — Мартин Борман…, другой — генерал Генрих Мюллер, начальник гестапо. Я знаю, что они живы, и я найду их».
Начиная с 1960 года Фридман ежегодно ездил в США и выступал там с лекциями, а также писал и издавал книги, что позволило ему продолжать финансировать деятельность по розыску бывших нацистов.
В апреле 1978 года сын Тувьи Фридмана погиб во время погружения в море в Шарм-эш-Шейхе (Египет). Его жена Анна умерла в 1984 году.
Сам Тувья Фридман умер в Хайфе 13 января 2011 года в возрасте 88 лет.

## Награды
По информации справочника «Кто есть кто в Израиле», Тувья Фридман имеет следующие награды:
- Медаль Хаганы
- Медаль за Синайскую кампанию
- Медаль за Шестидневную войну
- Медаль за Войну Судного дня
- Медаль борца с нацизмом

Также в 2002 году Фридману была вручена Медаль выдающегося гражданина Хайфы.
1 мая 2008 года президент Австрии Хайнц Фишер наградил Тувью Фридмана «Знаком почёта» за вклад в поимку нацистских преступников, скрывавшихся от правосудия. По словам самого Фридмана, его усилия привели к поимке и наказанию около 200 нацистов.

## Публикации
- В 1961 году Тувья Фридман опубликовал в сотрудничестве с редактором Дэвидом Гроссом автобиографическую книгу «Охотник» (англ. The Hunter). Она была переведена на 5 языков и несколько раз переиздана, в последний раз в 2007 году[16].

- В 1985 году вышла книга Long Dark Nazi Years: Forty Years After the Collapse of the Third Reich, 1945—1985[17].

- В 1990 году Тувья Фридман опубликовал сборник документов «Моя роль в Операции Эйхман»[18].

- В 2004 году Фридман опубликовал несколько книг: «Захват Эйхмана» (нем. Die Ergreifung Eichmann's)[19], «Нацистский лагерь смерти Белжец» (англ. The Nazi extermination-camp Belzec)[20], Massen-Vernichtungs-Verbrechen gegen die Juden Deutschland’s[21] и др.

По словам Фридмана, к 2005 году у него вышло приблизительно 200 документальных сборников, включая около 20 книг, в том числе «Охотник на нацистов», «Мы никогда не забудем», «Спустя 20 лет после истребления европейских евреев» и другие.

## Экранизации
- В 2006 году в России вышел документальный четырёхсерийный фильм режиссёра Фёдора Стукова «Охотники за нацистами», посвящённый деятельности Тувьи Фридмана[22][23].
- Весной 2008 года во Франции был снят и показан по 5 каналу французского телевидения документальный фильм «Охотник на нацистов — портрет Тувьи Фридмана» (фр. Chasseur De Nazis — Un Portrait De Tuviah Friedmann)[24].